# Lanterne des morts de Nonglard
La lanterne des morts de Nonglard est une lanterne des morts située à Nonglard, en France.

## Localisation
La lanterne, connue sous l'appellation « Le monument » est situé au chef-lieu de la commune de Nonglard. Elle se situe au croisement des chemin menant aux hameaux du village, à proximité de l'église.

## Historique
La lanterne semble avoir été édifiée à la suite de la peste de 1630,. Selon la croyance populaire, elle servait à écarter les mauvais esprits.
Il est inscrit à l'inventaire des monuments historiques depuis 1964. Il a été restauré en 1996. 

## Description
L'édifice, unique en Savoie, est de forme cylindrique avec une hauteur de 4 mètre sur un diamètre de 1,60 m,. Il possède quatre ouvertures sur la partie haute et une cinquième au milieu où s'insèrent les fanaux. Chaque ouverture se tient en direction des quatre hameaux de la commune.
Elle est surmontée d'une calotte.